# فریزن‌فین
فریزن‌فین (به هلندی: Vriezenveen) یک منطقهٔ مسکونی در هلند است که در Twenterand واقع شده‌است. فریزن‌فین ۱۳٬۳۸۹ نفر جمعیت دارد.

## نگارخانه

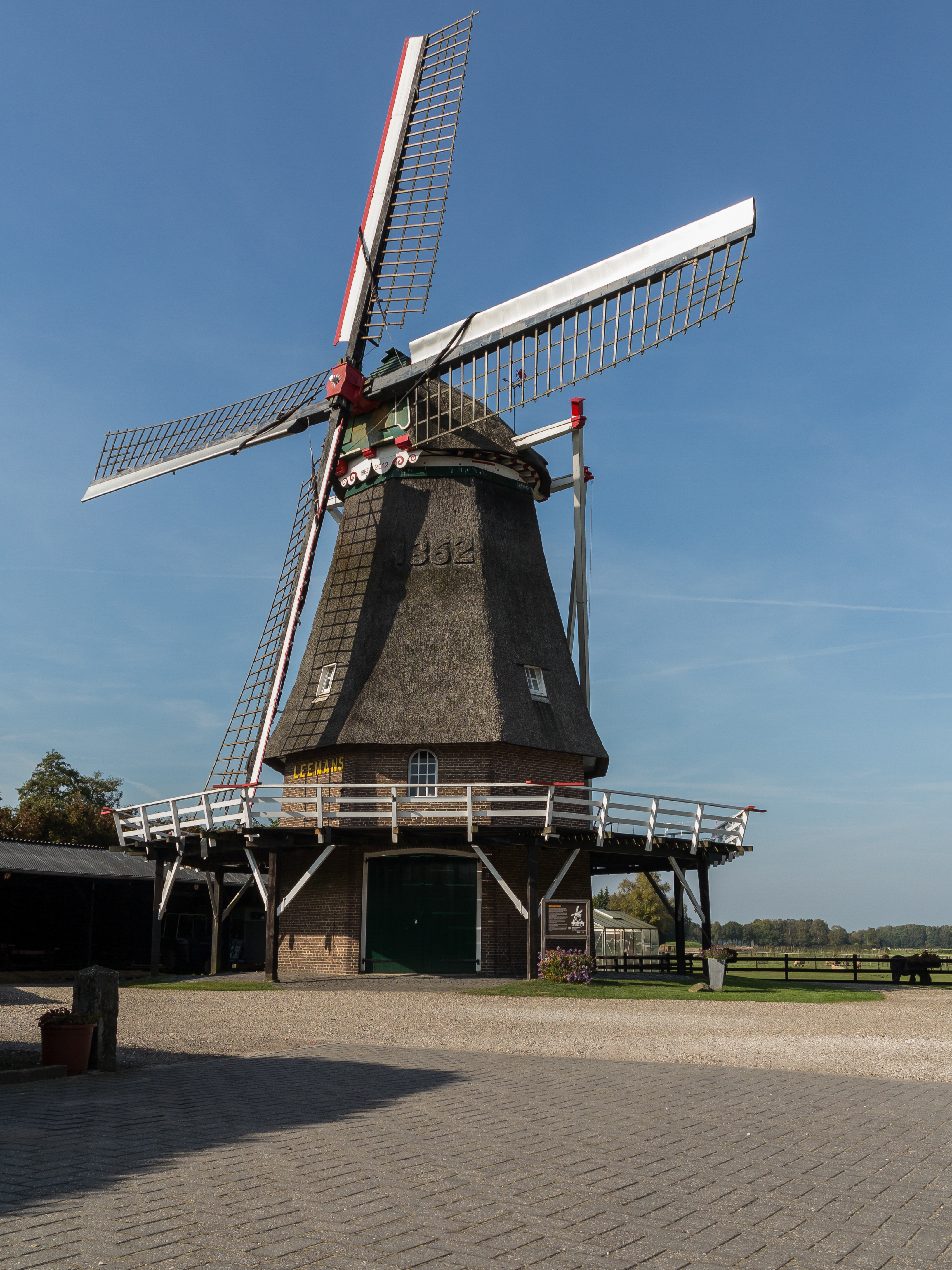
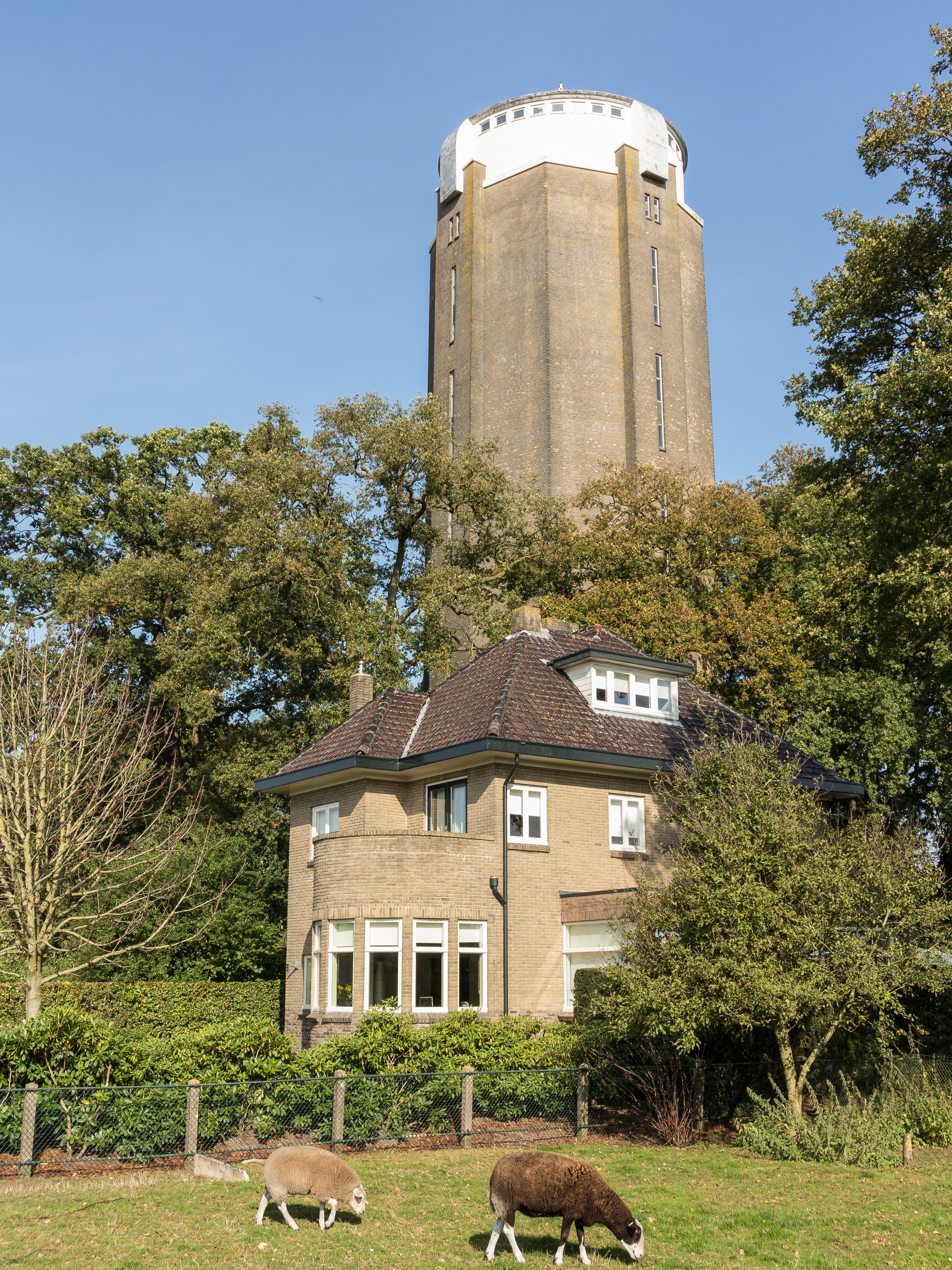